# Richard R. Schrock
Richard Royce Schrock, född 4 januari 1945 i Berne, Adams County, Indiana, är en amerikansk kemist verksam vid Massachusetts Institute of Technology (MIT) i Massachusetts, USA.
Han tilldelades, tillsammans med Robert Grubbs och Yves Chauvin, Nobelpriset i kemi år 2005 med motiveringen "för utveckling av metates-metoden inom organisk syntes".